# Arumana no Kiseki
Arumana no Kiseki (アルマナの奇跡, lit. "Milagre de  Almana") é um jogo de videogame lançado pela Konami em 1987. Jogo semelhante ao Indiana Jones.